# Bactrospora acicularis
Bactrospora acicularis är en lavart som först beskrevs av C. W. Dodge, och fick sitt nu gällande namn av Egea & Torrente. Bactrospora acicularis ingår i släktet Bactrospora och familjen Roccellaceae.   Inga underarter finns listade i Catalogue of Life.